# والپارایسو (کاکئتا)
والپارایسو (انگلیسی: Valparaíso, Caquetá) نام شهری در کشور کلمبیا است.